# Каунаський медичний університет
Каунаський медичний університет (лит. Kauno medicinos universitetas) — вищий навчальний заклад у місті Каунас, Литва. Заснований у 1919 році, з 1922 р. існував як медичний факультет Університету Вітаутаса Великого.
Після закриття університету в 1950 році, факультет було реформовано в окрему установу — Каунаський медичний інститут (1950—1998). Нинішню назву заклад отримав у 1998 році. У складі університету діє п'ять факультетів, чотири дослідних інститути та ветеринарна академія.

## Відомі ректори
- Реміґіюс Жалюнас

## Відомі випускники
- Аудрюс Буткявічюс (лит. Audrius Butkevičius) — литовський політик, перший міністр охорони краю (міністр оборони) Литви. Один із теоретиків «кольорових революцій» у Європі.
- Йоланта Дічкуте — литовська політик, лікар, делегат до Європейського парламенту.